# Hästupproret

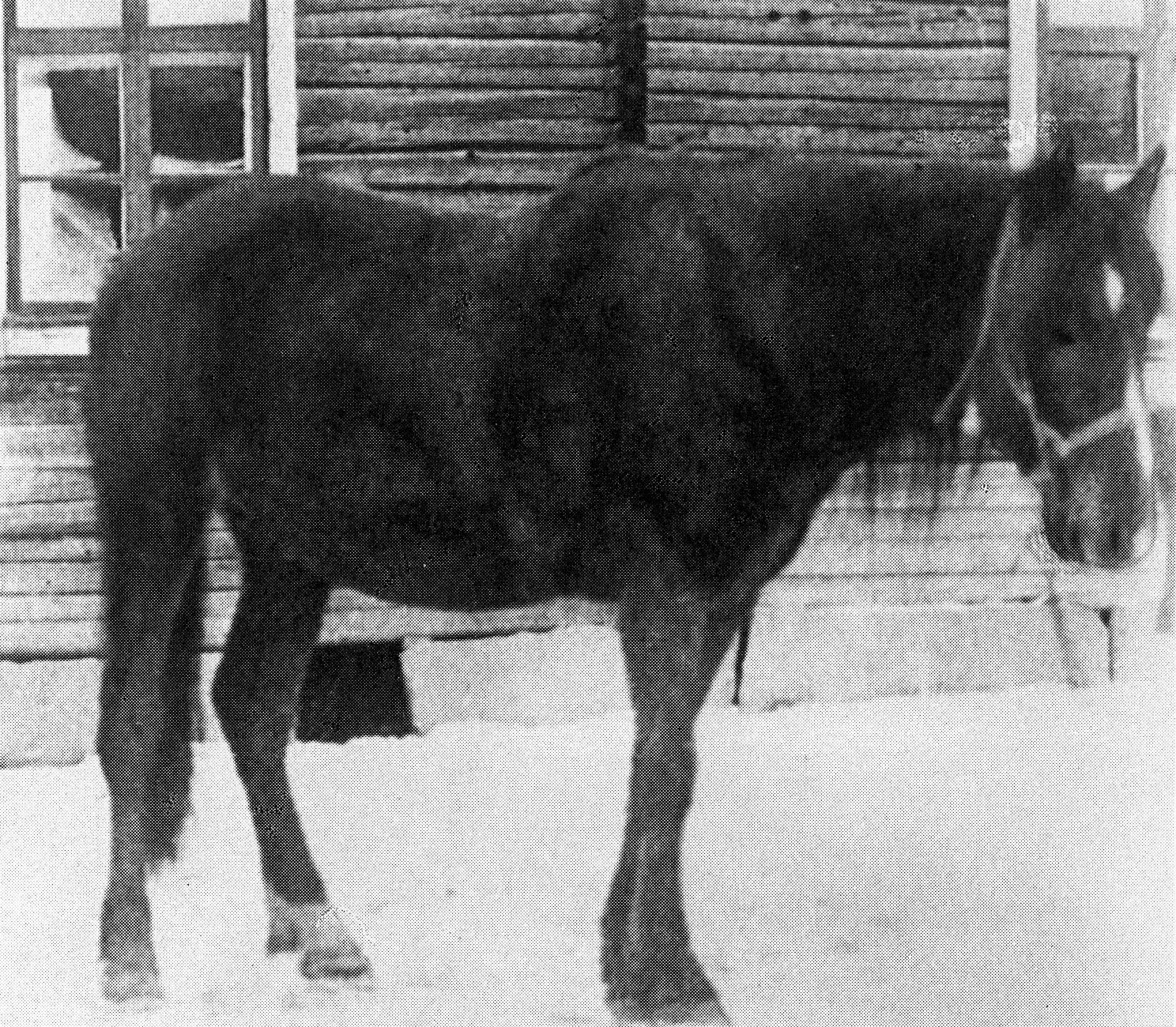
Ruutunens sto Hilppa.

Hästupproret är benämning på oroligheter som  ägde rum i Nivala i norra Österbotten sommaren 1932. 
Bönderna i norra Österbotten hade blivit uppbragta över tätt återkommande exekutiva auktioner, vilka berodde på skuldsättning som uppkommit under de goda tiderna på 1920-talet, och över åtgärder som de uppfattade som godtycke bland tjänstemännen, särskilt bland dem som förrättade bland annat utmätningar. De anslöt sig mangrant till den så kallade kristidsrörelsen i början av 1931. 
Sommaren 1932 ledde en separat räcka händelser i Nivala till en svår konflikt mellan de lokala myndigheterna och befolkningen. En äldre man, Sigfrid Ruuttunen, hade av veterinären uppmanats att avliva ett sto som på grund av de ogynnsamma väderleksförhållandena hade lidit brist på foder och föreföll kraftlöst. Beslutet om avlivning var uppenbarligen fattat på alltför lösa grunder. Sedan Ruuttunen vägrat, dömdes han på tinget i Haapajärvi till 40 dagsböter, som han beslöt att sitta av i länsfängelset i Uleåborg. 
Då Ruuttunen den 11 juni 1932 med poliseskort skulle bege sig till Uleåborg bortrövades han på Nivala station av en folkhop på omkring 300 personer, varefter den impopuläre länsmannen inkallade förstärkningar, först ett poliskommando på 50 man, sedan ett kompani militär under befäl av den hårdföre Nikke Pärmi. Dessa styrkor arresterade den 14 juni 234 personer, som utsattes för en tämligen brutal behandling. Tjugosju "upprorsledare" blev, sedan målet genomgått alla instanser, dömda till frihetsstraff varierande från två års tukthus till 20 dagars fängelse. Sjutton av domarna var villkorliga. Republikens president Pehr Evind Svinhufvud utfärdade den 22 december 1933 amnesti för de dömda.